# Joseph Giunta
Joseph Giunta (2 octobre 1911 - janvier 2001) est un peintre canadien dont la carrière s’échelonne sur 70 ans.

## Biographie
Il est né à Montréal et a commencé à peindre à l'âge de 14 ans. Giunta a commencé sa formation artistique avec Adrien Hébert ainsi qu'avec Johnny Johnston. Ensuite, il étudie les arts au Monument-National et à l'École des beaux-arts de Montréal avec Joseph Saint-Charles et Félix Maillard. En 1935-1937, il étudie à la Copley Society of Artists à Boston afin de se perfectionner. Tout au long de sa carrière, sa démarche artistique évolue en quatre styles principaux :
- Figuration (1931-1958)
- Abstraction gestuelle (1958-1975)
- Constructions géométriques et baroques (1971-1989)
- Peintures de collage organiques (1974-2001)

Pendant plus de 60 ans, Giunta a participé à de nombreuses expositions individuelles et collectives, notamment à la galerie Zanettin de la ville de Québec en 1965 et 1973, ainsi qu'au pavillon du Québec à l'Exposition internationale d'Osaka en 1970.
En 2001, année de son décès, une exposition majeure à la Maison de la culture Frontenac, à Montréal, est accompagnée de la sortie de la publication Joseph Giunta : un triomphe, du réalisateur Pepita Ferrari.